# Joseph Sulkowski
Józef Sułkowski armories Sulima, né en 1773 à Rydzyna et mort le 22 octobre 1798 au Caire, est un aristocrate et officier polonais, héros de la guerre russo-polonaise de 1792, puis de la campagne d'Italie et de la campagne d'Égypte. Aide de camp du général Bonaparte de 1796 à 1798.

## Biographie
Józef Sułkowski, fils de Teodor Sułkowski et de Julia Quelisk, est élevé par son oncle, le prince August Kazimierz Sułkowski (pl). Après la mort du prince en 1786, Józef Sułkowski intègre l'armée polonaise et prend part, sous les ordres du général Michał Zabiełło, à la guerre russo-polonaise de 1792. 

### Un patriote polonais
Dès son plus jeune âge, il se concentre sur l'apprentissage du métier des armes, s'initie aux nouvelles théories stratégiques, en particulier celles de Guibert. Mince, élégant, adroit, il était, par son éducation noble, rompu à tous les exercices du corps, escrime, équitation et même danse.
En 1791, la Grande diète polonaise adopte la première constitution européenne, poussant les Russes et les Prussiens à envahir la Pologne. Sułkowski, nommé capitaine, reçoit le baptême du feu en Lituanie. Blessé, il est décoré de l'ordre Virtuti militari pour son action courageuse lors de la bataille de Zelva. La guerre perdue, la Pologne subit son troisième et dernier partage et disparaît en tant qu'état souverain de la carte de l'Europe. Comme beaucoup Polonais Sułkowski se laisse gagner par les idées de la révolution française alors en cours et s'engage dans l'armée française pour combattre les ennemies communs de la Pologne et de la France. Il écrit à ses tantes "La liberté et la gloire militaire sont tout pour moi". Il se fait remettre par le marquis d'Escorches de Sainte-Croix, l'ancien ministre plénipotentiaire de Louis XVI auprès de la république des Deux Nations devenu citoyen, une lettre de recommandation pour Paris, où il arrive en mars 1793 alors plongé dans une atmosphère enfiévrée, le roi Louis venant d'être décapité.

### Émigré en France
À Paris, il fait la connaissance de l'homme politique Rousselin de Saint Albin et de l'orientaliste Jean Michel de Venture de Paradis qui deviendra son beau-père. Il obtient la citoyenneté française, mais est toujours considéré comme un étranger.
Venture le présente alors aux Relations extérieures. Parlant l'allemand, le russe, l'anglais, l'italien, l'espagnol et ayant étudié l'arabe, Sułkowski est envoyé à Alep en tant qu'agent secret. Ne recevant aucune instruction écrite au bout de quatre mois, il se porte volontaire pour rejoindre le groupe d'instructeurs français auprès de l'armée turque.
En juin 1794, il arrive à Constantinople, où il est accueilli par Descroches, De là, il apprend que le général Tadeusz Kościuszko a pris la tête d'insurgés polonais qui ont chassé les Russes de Cracovie. Sulkowski décide alors de parcourir les 1 600 kilomètres qui le séparent de Kościuszko afin de prendre part aux combats de libération de sa patrie natale. Arrêté à la frontière autrichienne, il parvient à s'évader mais arrive trop tard pour prendre part aux combats de la libération.
En février 1796, il est de retour à Paris où il fait la connaissance du général Chérin, chef d'état-major de Hoche. Hoche le recommande à Lazare Carnot, membre du Directoire exécutif. Le 17 mai, Sułkowski est nommé capitaine et affecté à l'armée d'Italie. Napoléon Bonaparte juge le nouvel arrivant au premier coup d’œil et l'affecte à son état-major. Il y fait la connaissance de Murat, de Marmont, Junot, Duroc, Muiron et Lavalette du Verdier. Ce dernier le décrira ainsi dans ses mémoires : "Il était de premier abord fier et réservé, d'une valeur chevaleresque, passionné pour les aventures, d'esprit romanesque et inquiet, parlant toutes les langues de l'Europe, un véritable Polonais".

### Bataille du pont d'Arcole
À la suite de la bataille de Saint-Georges, poste qui commande la place forte de Mantoue, où il est gravement blessé, Napoléon le cite dans la lettre de compte rendu au Directoire. Puis l'affrontement à Arcole suivit. Voici la description que fit Sułkowski de l'engagement du général en chef : "...il prend un parti digne de sa gloire... les soldats le voient et aucun d'eux ne l'imite. J'ai été présent à cette lâcheté inouïe. Ce moment fut court mais funeste à tout ce qui entourait Bonaparte. Muiron, le général Vignolle... tombent à ses côtés. Moi-même, je fus atteint par un biscayen droit dans la poitrine. Mon manteau roulé, que je portais en sautoir me sauva la vie, mais au même instant éclate un obus à mes pieds et me lance à la tête la terre qu'il soulève et lorsque je repris mes sens, je me trouvais déjà loin de la scène, emporté par les soldats...":

### Suite de la campagne d'Italie
Sułkowski prend part à la bataille de Rivoli où il a plusieurs chevaux tués ou blessés sous lui ainsi qu'à la plupart des autres combats. Le jeune officier suit Bonaparte à l'expédition d'Ancone contre les troupes pontificales. Le pape signe la paix de Tolentino pour éviter l'occupation de Rome. Puis suit la marche sur Vienne.
Saint-Albin père, très lié avec Sułkowski et ami de Lazare Carnot, rapporte les propos de ce dernier dans ses mémoires : "Si l'on avait eu besoin de faire une campagne aussi ardente que celle-ci (la campagne d'Italie) et si nous avions perdu Bonaparte, voilà un jeune homme qui aurait été capable de le remplacer".

### Marche sur Vienne
Lors de cette marche, il fait prisonnier le général autrichien qui l'avait arrêté à la frontière de Galicie en 1794. Pendant les négociations de Loeben, des blessés français sont massacrés à Vérone, des marins également à Venise. La réaction de Bonaparte est foudroyante. Il dépêche Junot et Sułkowski au sénat de Saint-Marc pour lui signifier sa fin. L'officier polonais écrit à son chef : "L'édifice oligarchique s'est écroulé au premier souffle de la liberté".
Sulkowski passe six mois à Monbello. 

### Retour à Paris
De retour à Paris le 5 décembre 1797, l'aide de camp est de toutes les festivités. Lors de ce séjour, il ne quitte pas Bonaparte qui se confie régulièrement à lui sur ses projets de campagne futurs. Il accompagne Bonaparte, alors nommé commandant de l'armée d'Angleterre, sur les côtes de la Manche en compagnie de Bourrienne. Au retour, dans la berline, Sułkowski et Bourrienne l'entendent murmurer : "Si je reste ici, je suis coulé sous peu. Il faut aller en Orient". De retour à Paris, Bonaparte fait accepter le projet égyptien par le Directoire, qui soucieux d'éloigner le futur empereur, accepte et met 40.000 hommes à sa disposition. Sułkowski devient de plus en plus indispensable. Parlant arabe, connaissant la Turquie et gendre de l'orientaliste Venture de Paradis, il réunit tous documents et cartes en vue de préparer cette expédition. En cela, il est un des rares personnages mis dans la confidence de cette expédition.

### Campagne d'Égypte
Il part pour Toulon en compagnie de son beau-père, Venture De Paradis. Leur voiture brise une roue sur le Pont-neuf. L'officier, peu superstitieux  dit à son beau-père : "Nous n'en reviendrons pas. Adieu France, Adieu Pologne". Arrivés à Toulon, ils embarquent sur "l'Orient". Il y retrouve Gaspar Monge, vieille connaissance d'Italie, Geoffroy Saint-Hilaire et le peintre Vivan Denon, avec lesquels il se liera d'amitié. 

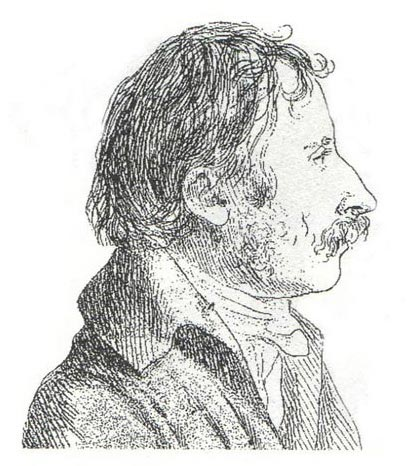
Sulkowski par Dutertre

Lors de la prise de Malte, il s'illustre à nouveau. 
Après quarante jours de navigation, ils arrivent au large d'Alexandrie. Lors de la prise de cette ville, Kléber est blessé d'une balle au front. Sułkowski, deux fois culbuté, finit par passer. Il est cité dans le compte-rendu au Directoire. Bonaparte expédie la division Desaix dans le désert. Sułkowski la rejoint.
Il s'illustre lors de la bataille des Pyramides le 21 juillet 1798. Il est à nouveau cité et promu chef d'escadron. Il est aux côtés de Bonaparte lorsque celui-ci reçoit la soumission des Cheikhs locaux à la suite de la bataille des pyramides. Soumission trompeuse. Ibrahim fait retraite vers la Syrie. Il prend part à la bataille de Salayeh le 11 août 1798 où il est grièvement blessé mais s'illustre de façon héroïque.
Le 22 août, il est nommé membre de l'Institut d'Égypte dans la section d'économie politique et dans une commission chargée d'établir un lexique franco-arabe. Durant la deuxième journée de la révolte du Caire, à la pointe du jour, le 22 octobre, Sulkowski est envoyé en reconnaissance à la tête d'une quinzaine de guides. À son retour, attaqués par les émeutiers, quatre guides se sauvent et tous les autres sont tués. Son corps avait été jeté aux chiens par les insurgés.

## Témoin de l'ascension de Bonaparte
Proche et estimé de Bonaparte, Sułkowski laisse derrière lui une correspondance riche et précieuse où il relate avec talent et clairvoyance les épisodes de la campagne d'Italie qu'il vivait alors au tout premier rang des combattants et dans l'intimité de Napoléon.

## Hommages
Voici le rapport officiel de Bonaparte : "À son retour, mon aide de camp Sulkowski, a été attaqué par la populace d'un faubourg. Son cheval ayant glissé, il a été assommé. Les blessures qu'il avait reçues au combat de Salahieh n'étaient pas encore cicatrisées. C'était un officier des plus grandes espérances". Bonaparte écrit au Directoire le 27 octobre.
Jean-Pierre Marie Lavalette du Verdier, qui s'était pris d'amitié pour ce noble polonais écrivit : "Ainsi finit l'un des officiers les plus distingués de l'armée : observateur dans les marches, chevalier dans les combats, sa plume délassant ses mains de la fatigue des armes. Il n'y avait que quelques heures qu'il venait de m'intéresser par son énergie lorsque la nouvelle de sa mort vint flétrir et froisser mon âme".
Selon Belliard, Bonaparte très affecté par la mort de Sulkowski, aurait aussi dit : « Il est mort, il est heureux. ». Lazare Carnot voyait en lui un remplaçant possible au futur empereur, si ce dernier disparaissait (Reinhard Marcel dans "Lettres de Joseph Sulkowski, aide-de-camp de Bonaparte en Italie").
Sulkowski fut, d'après les historiens les plus reconnus (dont Jean Tulard), l'aide de camp préféré de Bonaparte. Il laisse de nombreuses lettres et : Mémoires historiques, politiques et militaires sur les révolutions de la Pologne (1792 - 1794), la campagne d'Italie (1796, 1797), l'expédition du Tyrol et les campagnes d'Égypte (1798). Jean-Édouard Goby note aussi un article remarquable par sa précision et sa clarté dans La Décade Égyptienne sur la description de la route du Caire à Sâlehyeh"
Mort trop jeune, il a été apprécié par tous ceux qui l'ont côtoyé : Muiron, Vivant Denon, Bonaparte, Jullien, Carnot, Augereau, Bourrienne. À l'annonce de sa mort, Bonaparte fut pris de remords. Alors que l'on demandait à Bonaparte, après la mort de son aide de camp, pourquoi il ne l'avait pas plus honoré de son vivant, celui-ci répondit : « Dès notre première rencontre, j'ai vu en lui un général en chef »[réf. nécessaire].
Bibl de souv. 356, S' Albin, I, 166 — 7,171. Bourrienne, II, 128-9:
Bonaparte me parla plusieurs fois de Sulkowski avec des regrets profondément sentis: « Je ne puis vanter assez le caractère, le beau courage, l'imperturbable sang-froid de mon pauvre Sulkowski. » me dit il un jour et souvent depuis, m'en reparlant d'un ton vivement affecté: « Sulkowski aurait été loin, ç'aurait été un homme précieux pour celui qui entreprendrait de ressusciter la nation de ces nobles Polonais si justement récoltés du triple partage de leur pays et du joug qui pèse sur eux. »
Il fait partie des 660 personnalités dont le nom est gravé sous l'arc de triomphe de l'Étoile. Après sa mort, une grande mosquée, avec un mur d'enceinte fortifié, située à la périphérie du Caire sur la route de Belbeis, et transformée en fort pouvant contenir 600 hommes et 600 chevaux, est appelée fort Sulkowski. Le nom de SULKOWSKI (gravé sous le nom mal orthographié SULKOSKY) est inscrit sur l'Arc de Triomphe en 1836, sur le pilier sud en colonne 28, au-dessus des noms de LETURCQ (LETURC), MIREUR et DENOYER (DESNOYERS) tous tués en Égypte.